# Zalissolepis subviolaria
Zalissolepis subviolaria là một loài bướm đêm trong họ Geometridae.